# Hemigrammus
Hemigrammus es un género de peces de la familia Characidae en el orden de los Characiformes.

## Especies
Hay más de 50 especies en este género:
- Hemigrammus aereus (Géry, 1959)
- Hemigrammus analis (Durbin, 1909)
- Hemigrammus arua (F. C. T. Lima, Wosiacki & C. S. Ramos, 2009)
- Hemigrammus barrigonae (C. H. Eigenmann & Henn, 1914)
- Hemigrammus bellottii (Steindachner, 1882)
- Hemigrammus bleheri (Géry & Mahnert, 1986)
- Hemigrammus boesemani (Géry, 1959)
- Hemigrammus brevis (M. D. Ellis, 1911)
- Hemigrammus coeruleus (Durbin, 1908)
- Hemigrammus cupreus (Durbin, 1918)
- Hemigrammus cylindricus (Durbin, 1909)
- Hemigrammus diagonicus (Mendonҫa & Wosiacki, 2011)
- Hemigrammus elegans (Steindachner, 1882)
- Hemigrammus erythrozonus (Durbin, 1909)
- Hemigrammus falsus
- Hemigrammus filamentosus (Zarske, 2011)
- Hemigrammus geisleri (Zarske & Géry, 2007)
- Hemigrammus gracilis (Lütken, 1875)
- Hemigrammus guyanensis (Géry, 1959)
- Hemigrammus haraldi (Géry, 1961)
- Hemigrammus hyanuary (Durbin, 1918)
- Hemigrammus iota (Durbin, 1909)
- Hemigrammus levis (Durbin, 1908)
- Hemigrammus luelingi (Géry, 1964)
- Hemigrammus lunatus (Durbin, 1918)
- Hemigrammus machadoi Ota, de Lima & Pavanelli, 2014[2]
- Hemigrammus mahnerti (Uj & Géry, 1989)
- Hemigrammus marginatus (M. D. Ellis, 1911)
- Hemigrammus matei (C. H. Eigenmann, 1918)
- Hemigrammus megaceps (Fowler, 1945)
- Hemigrammus melanochrous (Fowler, 1913)
- Hemigrammus micropterus (Meek, 1907)
- Hemigrammus microstomus (Durbin, 1918)
- Hemigrammus mimus (J. E. Böhlke, 1955)
- Hemigrammus neptunus (Zarske & Géry, 2002)
- Hemigrammus newboldi (Fernández-Yépez, 1949)
- Hemigrammus ocellifer (Steindachner, 1882)
- Hemigrammus ora (Zarske, Le Bail & Géry, 2006)
- Hemigrammus orthus (Durbin, 1909)
- Hemigrammus parana (Marinho, F. R. de Carvalho, Langeani & Tatsumi, 2008)
- Hemigrammus pretoensis (Géry, 1965)
- Hemigrammus pulcher (Ladiges, 1938)
- Hemigrammus rhodostomus (C. G. E. Ahl, 1924)
- Hemigrammus rodwayi Durbin, 1909)
- Hemigrammus schmardae (Steindachner, 1882)
- Hemigrammus silimoni (Britski & F. C. T. Lima, 2008)
- Hemigrammus skolioplatus (Bertaco & T. P. Carvalho, 2005)
- Hemigrammus stictus (Durbin, 1909)
- Hemigrammus taphorni (Benine & G. A. M. Lopes, 2007)
- Hemigrammus tocantinsi (F. R. de Carvalho, Bertaco & Jerep, 2010)
- Hemigrammus tridens (C. H. Eigenmann, 1907)
- Hemigrammus ulreyi (Boulenger, 1895)
- Hemigrammus unilineatus (T. N. Gill, 1858)
- Hemigrammus vorderwinkleri (Géry, 1963)
- Hemigrammus yinyang (F. C. T. Lima & Sousa, 2009)